# Michael Salkind
Pour les articles homonymes, voir Salkind.
Michael Salkind (1889-1974), de son vrai nom Miguel Salkind-Margolin, est un producteur et scénariste d'origine biélorusse. Son fils Alexander Salkind et son petit-fils Ilya Salkind sont également producteurs de cinéma.

## Biographie
Michael Salkind est considéré comme l'un des grands producteurs du cinéma mondial, seuls quelques faits sur sa vie sont à ce jour connus. Né le 22 février 1889 à Minsk, il est le fils de l'avocat Jakow Salkind (1858-1932). Il a commencé des études de droit à la faculté de droit de l'université de Kiev et sort diplômé. Il dirige ensuite, durant peu de temps, l'opéra de Kiev. Après l'arrivée au pouvoir des bolchéviques, Salkind rencontre des difficultés avec les autorités, et, au début de l'année 1921, il quitte le pays via Minsk, avec sa femme enceinte, et réussit à passer la frontière de l'Ouest, avec quelques biens. Le couple s'installe à Gdansk, où leur fils Alexander Salkind, futur producteur, naît en juin. Peu de temps après, cependant, Mikhaïl Salkind retourne en Union soviétique et prend la direction de l'Opéra de Leningrad pendant six mois. Puis il décide de quitter son pays à nouveau, cette fois définitivement. Jusqu'au début des années 1930, la famille Salkind demeure à Berlin.
Il entame alors une activité de producteur : en Allemagne, les traces de son travail sont très difficiles à retrouver. Le seul fait certain est son rôle joué dans la production de La Rue sans joie (1925) de Georg Wilhelm Pabst, aux côtés d'un autre producteur, Romain Pinès. Avec Pabst, Salkind serait resté en contact, notamment pour le Don Quichotte (1932-1933). Avec l'arrivée des nazis au pouvoir, la famille Salkind, de confession juive, doit s'exiler pour Paris. Il ne retrouve l'occasion de travailler dans le cinéma qu'à la fin des années 1930 avec Marcel L'Herbier.
En 1940, les Salkind doivent de nouveau fuir. Ils arrivent à Cuba, puis au Mexique, où, à partir de 1943, sous le nom de « Miguel Salkind », il produit de nombreux films. Il finit par associer son fils Alexandre à son travail de producteur. Au début des années 1950, Michael et Alexander Salkind retournent en Europe. Michael vit maintenant à Paris, mais n'apparaît que sporadiquement comme producteur de film, la plupart du temps en interaction avec Alexander. En 1960, les deux hommes se lancent dans des productions internationales ambitieuses, comme Austerlitz d'Abel Gance, ou encore Le Procès (1962) d'Orson Welles.
Il meurt le 10 janvier 1974 au sein de la Clinique Oudinot dans le 7e arrondissement et est inhumé au Cimetière parisien de Bagneux.
Son petit-fils, Ilya Salkind, né en 1947, est également producteur de cinéma.

## Filmographie

### Producteur
- 1925 : La Rue sans joie (Die Freudlose Gasse), de Georg Wilhelm Pabst
- 1931 : Mam'zelle Nitouche, de Marc Allegret (non crédité ?)
- 1933 : Don Quichotte de Georg Wilhelm Pabst (non crédité ?)
- 1937 : Forfaiture, de Marcel L'Herbier
- 1939 : Eusèbe député, d'André Berthomieu
- 1944 : Imprudencia, de Julián Soler
- 1944 : La hija del regimiento, de Jaime Salvador
- 1945 : Marina, de Jaime Salvador
- 1945 : Soltera y con gemelos, de Jaime Salvador
- 1945 : Escuadrón 201, de Jaime Salvador
- 1946 : Sinfonía de una vida, de Celestino Gorostiza
- 1948 : Barrio de pasiones, d'Adolfo Fernández Bustamante
- 1948 : Ave de paso, de Celestino Gorostiza
- 1949 : Contra la ley de Dios, d'Adolfo Fernández Bustamante
- 1949 : Otoño y primavera, d'Adolfo Fernández Bustamante
- 1949 : La rebelión de los fantasmas, d'Adolfo Fernández Bustamante
- 1949 : Hijos de la mala vida, de Rafael E. Portas
- 1950 : Black Jack, de Julien Duvivier et José Antonio Nieves Conde
- 1960 : Austerlitz, d'Abel Gance
- 1962 : Le Procès, d'Orson Welles
- 1964 : Ballade en bleu (Ballad in Blue), de Paul Henreid
- 1967 : Les Aventures extraordinaires de Cervantes (Cervantes), de Vincent Sherman
- 1974 : On l'appelait Milady (The Four Musketeers : Milady's Revenge), de Richard Lester

### Scénariste
- 1948 : Barrio de pasiones, d'Adolfo Fernández Bustamante